# 朱国英
朱国英（1942年—2014年6月17日），上海人，中国心血管病专家。

## 生平
1965年，毕业于北京医科大学医疗系，之后供职于北京医科大学第一附属医院近34年，担任心内科教授、主任医师，后任武汉亚洲心脏病医院院长。2014年6月去世。